# Yuen Siu-tien
Yuen Siu-tien (chinesisch 袁小田, Pinyin Yuán Xiǎotián, Jyutping Jyun4 Siu2tin4; * 27. November 1912 in Peking, China; † 8. Januar 1979 in Hongkong), auch bekannt als Simon Yuen, war ein Kung-Fu-Filmstar in den 1970er Jahren. Er spielte in Filmen mit Schauspielern wie Jackie Chan und übernahm unter der Regie seines Sohns Yuen Woo-ping gelegentlich die Hauptrolle. Er starb im Jahr 1979 an einem Herzanfall.

## Leben
Der 1912 in Peking geborene Yuen Siu-tien war ein Darsteller der traditionellen Peking Oper. Auf eine Einladung des damals berühmten Kanton-Opernstar Xue Juexian (薛覺先 / 薛觉先,  Xuē Juéxiān, Jyutping Sit3 Gok3sin1) kam er 1937 nach Hongkong, um in der damaligen Kanton-Oper-Szene die Rolle eines Wu-Shengs (武生,  wǔshēng) zu übernehmen. Im Jahr 1960 fing er mit Kinofilmen an und spielte ab einem Alter von 48 Jahren vielfach Mentoren und Kung-Fu-Meister. Sein populärster Film war Sie nannten ihn Knochenbrecher, in dem er einen alten Einsiedler spielte, der die Kunst des Drunken Boxing beherrscht. Dieser Film war einer der ersten großen Erfolge für Jackie Chan. Der Film war ein internationaler Erfolg und wirkte sich außerordentlich positiv auf die Karriere des Schauspielers aus.
Yuen spielte in mehr als 35 Filmen mit. Er verkörperte die Rolle des Einsiedlers in drei weiteren Filmen, Dance Of The Drunk Mantis, Drunken Master  und World Of The Drunken Master. In Magnificent Butcher mit Sammo Hung sollte er diese Rolle erneut spielen, jedoch verstarb er während der Dreharbeiten. Seine Szenen mussten von einem anderen Schauspieler, Fan Mei-sheng, nachgedreht werden.

## Filmografie (Auswahl)
- 1984: Saufbold und Raufbold
- 1981: An Old Kung Fu Master (orig.: Yi lao yi xiao yi gen ding)
- 1981: The Six Directions of Boxing (orig.: Liu he ba fa)
- 1980: The Thundering Mantis (orig.: Dian tang lang)
- 1980: Ol’ Dirty & the Bastard (orig.: Guai zhao ruan pi she)
- 1979: Wild Bunch of Kung Fu (orig.: Lao tou quan tou da man tou)
- 1979: Wir sind die größten Knochenbrecher (engl.: Blind Fist of Bruce, orig.: Maang Kuen Gwai Sau)[Fn. 1]
- 1979: Heroes of the East (orig.: Zhong hua zhang fu)
- 1979: Der Meister mit den gebrochenen Händen (orig.: Guangdong xiao laohu)
- 1979: Schlitzauge sei Wachsam (orig.: Shuiquan guai zhao)
- 1978: Sie nannten ihn Knochenbrecher (engl.: Drunken Master, orig.: Jui kuen II)[Fn. 1]
- 1978: Old Dirty Strikes Back (orig.: Guai quan guai zhao guai shi zhuan)
- 1978: Die 36 Kammern der Shaolin (engl.: The 36th Chamber of Shaolin, orig.: Shao Lin san shi liu fang)
- 1978: Die Schlange im Schatten des Adlers (orig.: Se ying diu sau)[Fn. 1]
- 1975: Schöne Küsse aus Fernost (engl.: From Hong Kong with Love, orig.: Bons baisers de Hong Kong)

Quelle: